# Gradient de concentration
 (mars 2023).
Si vous disposez d'ouvrages ou d'articles de référence ou si vous connaissez des sites web de qualité traitant du thème abordé ici, merci de compléter l'article en donnant les références utiles à sa vérifiabilité et en les liant à la section « Notes et références ».
Lorsque la concentration d'un composé chimique ou d'un ion est différente d'un côté à l'autre d'une membrane, cela crée un gradient de concentration.
Le gradient de concentration est indispensable à la cellule. La cellule utilise beaucoup d'énergie afin de maintenir ce gradient de concentration et ne parvient jamais à atteindre l'équilibre. C'est le passage des ions H+ dans les mitochondries qui va permettre la synthèse d'ATP. Le flux des ions se fait selon leur gradient de concentrations en général ; le gradient de concentration dépend du potentiel (loi de Nernst) électrochimique de l'ion par rapport au potentiel de la membrane. Les cellules l'utilisent pour créer un flux de diffusion de la matière dans différents mécanismes (dépolarisation membranaire et propagation d'un potentiel d'action à la surface des neurones, libération massive d'ions Ca2+ par le réticulum sarcoplasmique dans les myocytes, ce qui provoque leur contraction...).